# Josef Hopmann
Josef Hopmann (Berlim, 22 de dezembro de 1890 – Bonn, 11 de outubro de 1975) foi um astrônomo alemão.
Trabalhou como astrônomo em Bonn, onde obteve a habilitação em 1920. Em 1930 foi professor de astronomia na Universidade de Leipzig. Na Universidade de Viena assumiu em 1951 a direção do instituto e do Observatório de Viena. Foi de 1932 a 1954 membro ordinário da Academia de Ciências da Saxônia.